# Gaspard de Vallier
Gaspard de Vallier est un Hospitalier, chevalier de Malte et gouverneur de Tripoli de 1549 à 1551. Il est d'origine française, de la province du Dauphiné. Pilier de la Langue d'Auvergne, il est grand maréchal de l'Ordre. Le grand maître Juan de Homedes l'avait exilé de Malte où il s'opposait à ses directives au Grand Conseil.

## Biographie
Né à Herbeys peu avant 1500, Gaspard a deux frères se prénommants Melchior et Balthazard. Leur père est Claude Vallier, docteur en droit civil et canonique, avocat au parlement de Grenoble, premier consul de la ville en 1495 et 1496, et chevalier d'honneur de l'évêque Laurent Alleman. La famille Vallier, venue de Bourgogne, est créditée de 300 ans de noblesse. Sa mère, Odette Alleman, est la sœur de l'évêque et d'Hélène Alleman, mère du chevalier Bayard. Par les Alleman, il descendrait de Charlemagne et d'Hugues Capet. On trouve Rollon de Normandie et les rois du Danemark parmi ses aïeux. Il est chevalier profès le 27 août 1516. Après avoir gravi les échelons de l'Ordre, il devient Commandeur de Chantaix en Velay, puis est agrégé à la langue d'Auvergne dont il devient pilier le 8 juillet 1549. Il séjourne à la commanderie d'Échirolles et dans ses dépendances. Il est grand Maréchal, préposé aux affaires militaires de l'Ordre et on songe à lui pour être Grand Maître.
Il est à la tête de la forteresse de Tripoli lors de sa prise par les Ottomans en 1551. Il commandait 30 chevaliers, et 630 mercenaires calabrais, et siciliens (certain comme Vertot ne donne que 200 soldats calabrais et 200 Maures alliés de l'Ordre). La capitulation fut conclue le 14 août 1551 : la forteresse de Tripoli et ses défenses sont remises intactes aux Turcs. Les chevaliers  peuvent se retirer librement à Malte; 200 membres de la garnison sont faits prisonniers puis libérés.
À son retour à Malte, Gaspard fut fortement critiqué par le grand maître Juan de Homedes. Amené devant un tribunal, malgré la défense de Nicolas Durand de Villegagnon, il est reconnu coupable de la perte de Tripoli. Homedes voulait sa mort, il n'obtiendra qu'il perde l'habit. Il fut livré au bras séculier et jeté au cachot jusqu'à la mort d'Homedes en 1553. Son successeur, Claude de la Sengle, le fit libérer et le réhabilita.
Il connut un nouveau grand maître Jean de Valette, un de ses prédécesseurs comme gouverneur de Tripoli. Il meurt peu après en 1568, la même année que le Grand Maître, précocement vieilli par ses épreuves, mais entouré du respect de l'Ordre et de l'amitié du grand maître. Il fut enseveli à Malte. Les autres membres de sa famille sont inhumés en la collégiale Saint-André de Grenoble dans la chapelle Saint-Claude des Vallier.